# Michel Leduc
Pour les articles homonymes, voir Leduc.
Michel Leduc, né le 22 juin 1940 à Montréal, est un enseignant et homme politique québécois. Il est député de la circonscription de Fabre de 1981 à 1985, sous la bannière du Parti québécois.

## Biographie

### Jeunesse et formation
Né le 22 juin 1940 à Montréal, Michel Leduc est le fils de René Leduc, gérant de banque, et de Simone Jacob. Il obtient un brevet A de l'École normale Jacques-Cartier, ainsi qu’une licence en lettres de l'Université de Montréal. En 1973, il obtient une maîtrise en lettres à l'Université de Montréal.
Il est enseignant dans plusieurs établissements, dont à la Commission scolaire de Chambly de 1965 à 1967 et à l'Agence canadienne de développement international en Afrique de 1967 à 1969. Il est également chef du Département de lettres au Cégep de Saint-Laurent de 1972 à 1981, président du Syndicat des professeurs, ainsi que membre du conseil d’administration et de l’exécutif de 1974 à 1976.

### Carrière politique
Michel Leduc s'implique largement en politique au sein du Parti québécois. De 1976 à 1979, il est président du comité directeur du conseil national de ce parti. Il est également conseiller au bureau de direction en 1979, après avoir été défait comme candidat dans la circonscription de Laval en 1976. En 1981, il est élu dans la circonscription de Fabre. Il devient alors whip adjoint du gouvernement de 1981 à 1982, adjoint parlementaire au ministre de l'Éducation de 1982 à 1985, ainsi qu’adjoint parlementaire au ministre des Relations internationales du 23 janvier au 23 octobre 1985. Il est défait en 1985 et en 1989. Il occupe le poste de président du Parti québécois de la région de Laval à partir de 1990.
En 1993, il se présente aux élections fédérales comme candidat du Bloc québécois dans Laval-Ouest, où il n'est pas élu. De 2004 à 2007, il est président de l'exécutif du Bloc québécois dans la circonscription de Laval. À partir de 2007, il est président du conseil exécutif de la région de Laval pour le Parti québécois.

### Vie après la politique
Après son passage en politique, Michel Leduc devient directeur de projet pour le Centre éducatif et culturel. Conseiller, puis secrétaire général de l'Office franco-québécois pour la jeunesse de 1994 à 2003.
De 1998 à 2003, il est président du conseil d'administration du Concours québécois en entrepreneurship et de la compagnie de danse et de nouvelles technologies Corps indice à compter d'avril 2004.
L’ex-parlementaire est actif au sein de l'Amicale des anciens parlementaires de l’Assemblée nationale du Québec. À partir de 2006, il est président du Comité des archives et objets de mémoire de cette organisation. Il est nommé vice-président de la section québécoise de l'Association des membres de l'Ordre des palmes académiques en 2012.

## Distinctions et prix
Michel Leduc est récipiendaire de l'Ordre du mérite de la République française en juin 1995 et l'Ordre des palmes académiques de la République française en février 2004.
Il est également récipiendaire du prix Jean-Noël-Lavoie, décerné par le Cercle des ex-parlementaires de l'Assemblée nationale du Québec, en 2016.